# Hintersee (Osterhorngruppe)
Hintersee är en sjö i Österrike.   Den ligger i förbundslandet Salzburg, i den centrala delen av landet, 240 km väster om huvudstaden Wien. Hintersee ligger 687 meter över havet. Arean är 0,44 kvadratkilometer. Den sträcker sig 1,3 kilometer i nord-sydlig riktning, och 0,6 kilometer i öst-västlig riktning.
I omgivningarna runt Hintersee växer i huvudsak blandskog. Runt Hintersee är det ganska tätbefolkat, med 139 invånare per kvadratkilometer.